# Kasteel van Le Sou
Het Kasteel van Le Sou (Frans: Château du Sou) is een kasteel in de Franse gemeente Lacenas. Het kasteel is een beschermd historisch monument sinds 1933.